# Les Heures sombres
Pour les articles homonymes, voir Darkest Hour (homonymie).
Pour plus de détails, voir Fiche technique et Distribution.
Les Heures sombres ou L'Heure la plus sombre au Québec (Darkest Hour) est un drame historique britannico-américain réalisé par Joe Wright, sorti en 2017. Le film se déroule entre le 9 mai 1940 (la veille de l'offensive allemande en Europe de l'Ouest) et début juin 1940. Il se focalise sur le Premier ministre britannique Winston Churchill (incarné par Gary Oldman) ainsi que son entourage, en partie par l'œil de sa nouvelle secrétaire privée (en), chargée de taper télégrammes et courriers.
Le film montre la période entre l'arrivée au pouvoir de Winston Churchill et son succès face aux politiciens partisans de négociations de paix avec l'Allemagne nazie, notamment dans son propre parti conservateur. Y figurent deux de ses plus célèbres discours, celui du 13 mai 1940 (« Du sang, du labeur, des larmes et de la sueur ») et celui du 4 juin 1940 (« Nous nous battrons sur les plages »). Les choix de Churchill vis-à-vis de la bataille de Dunkerque ou de ses alliés sont également présentés, tout comme ses rapports parfois difficiles avec le roi George VI, et l'union politique qu'il obtient à la Chambre, lui permettant d'avoir le soutien politique nécessaire pour diriger le pays.
Le film est un succès au box-office et a reçu des critiques positives, en particulier en ce qui concerne la transformation physique et le jeu d'acteur de Gary Oldman, que beaucoup considèrent comme l'une des meilleures performances de sa carrière. Ce rôle lui permet ainsi d'obtenir plusieurs récompenses, dont l'Oscar du meilleur acteur en 2018.

## Synopsis
Fraîchement nommé Premier ministre britannique, Winston Churchill doit d'entrée prendre des décisions difficiles en plein conflit mondial, notamment lorsque l'armée allemande refoule les 300 000 hommes de l'armée britannique à Dunkerque, le dos à la mer. Churchill ordonne le sacrifice d'une unité chargée d'une diversion (30e brigade motorisée commandée par le brigadier Nicholson à Calais) et la mobilisation des embarcations civiles pour secourir les armées britannique et française encerclées à Dunkerque : c'est l'opération Dynamo qui débute le 26 mai.
Avant son discours devant le parlement du 4 juin 1940, Churchill décide de suivre les conseils du roi George VI, dont il a reçu la confiance : prendre l'avis des gens de la rue et s'appuyer sur eux. Il descend dans le métro pour la première fois de sa vie et effectue la fin du trajet jusqu'au Palais de Westminster. Il y découvre la confiance et la détermination des Britanniques à se battre jusqu'au bout contre le fascisme. Aux questions sur une possible négociation d'un accord de paix, les gens résument leur sentiment par un jamais unanime. Il utilise alors les paroles attribuée à Horatius Coclès dans une ballade de Thomas Babington Macaulay (Lays of Ancient Rome) : « Tôt ou tard la mort arrive à tout homme sur cette terre, et comment mourir mieux qu'en affrontant un danger terrible » qu'un homme achève avec émotion pour lui « pour les cendres de ses pères et l’autel de ses dieux ? ». Churchill a la réponse à cette autre décision difficile : transcrire politiquement la résistance et le combat, et ce contre l'avis du cabinet de guerre. Il s'adresse au grand cabinet (membres de son groupe) où il reçoit une ovation (avec les mêmes jamais), puis à la chambre des communes, où même Chamberlain donne son accord à son parti. Voulue par tous, l'union nationale est ainsi réalisée par Churchill.

## Fiche technique
Sauf indication contraire, les informations mentionnées dans cette section peuvent être confirmées par la base de données cinématographiques IMDb,  présente dans la section « Liens externes ».
- Titre original : Darkest Hour
- Titre français : Les Heures sombres
- Titre québécois : L'Heure la plus sombre
- Réalisation : Joe Wright
- Scénario : Anthony McCarten
- Direction artistique : Nick Gottschalk
- Décors : Sarah Greenwood
- Costumes : Jacqueline Durran
- Photographie : Bruno Delbonnel
- Montage : Valerio Bonelli
- Musique : Dario Marianelli
- Production : Tim Bevan, Lisa Bruce, Eric Fellner, Anthony McCarten et Douglas Urbanski

Producteur délégué : James Biddle
- Société de production : Working Title Films
- Sociétés de distribution : Focus Features (États-Unis) ; Universal Pictures International France (France)
- Budget : 30 millions de dollars
- Pays de production :  Royaume-Uni[1],  États-Unis[1]
- Langue originale : anglais (contient également des dialogues en français et allemand)
- Format : Couleur - Ratio : 1,85:1 - Son : stéréophonique
- Genre : drame, biopic et historique[2]
- Durée : 125 minutes
- Dates de sortie[3] :
  - États-Unis : 1er septembre 2017 (Festival du film de Telluride) ; 22 novembre 2017 (sortie nationale)
  - France : 2 décembre 2017 (avant-première à Paris) ; 3 janvier 2018 (sortie nationale)
  - Royaume-Uni : 12 janvier 2018
- Classification : Tous publics en France

## Distribution
- Gary Oldman (VF : Hervé Pierre ; VQ : Manuel Tadros) : Winston Churchill
- Ben Mendelsohn (VF : Arnaud Bedouët ; VQ : Pierre Auger) : le Roi George VI
- Kristin Scott Thomas (VF : Sylvia Bergé ; VQ : Anne Dorval) : Clementine Churchill
- Lily James (VF : Margaux Chatelier ; VQ : Kim Jalabert) : Elizabeth Nel (en) (née Layton)
- Ronald Pickup (VF : Philippe Laudenbach ; VQ : François Sasseville) : Neville Chamberlain
- Stephen Dillane (VF : Christian Gonon ; VQ : Daniel Picard) : Edward Frederick Lindley Wood, vicomte d'Halifax
- David Schofield (VQ : Sébastien Dhavernas) : Clement Attlee
- Charley Palmer Rothwell (en) : Miles Aldridge
- Hannah Steele (en) : Abigail Walker
- Nicholas Jones (en) (VF : Laurent Claret) : Sir John Simon
- Richard Lumsden (en) (VF : Stéphane Pouplard) : le général Ismay
- Brian Pettifer (en) : Lord Kingsley Wood
- Philip Martin Brown : Sawyers
- Jordan Waller (en) : Randolph Churchill
- Hilton McRae : Arthur Greenwood
- Mary Antony : Mary Churchill
- Paul Leonard : Dudley Pound
- Samuel West (VF : Guillaume Marquet ; VQ : François-Simon Poirier) : Sir Anthony Eden
- Olivier Broche : Paul Reynaud
- Malcolm Storry (en) : le général Ironside
- Benjamin Whitrow : Sir Samuel Hoare
- Joe Armstrong (VF : Julien Sibre) : John Evans
- Adrian Rawlins : Hugh Dowding
- David Bamber (VF : Pascal Aubert) : l'amiral Ramsay
- David Strathairn (VF : Georges Claisse) : le président Roosevelt (voix)
- Demetri Goritsas : le secrétaire de cabinet Bridges
- Bethany Muir : Sarah Churchill
- Anna Burnett : Pamela Churchill
- Jeremy Child (en) : Lord Stanhope
- Michael Gould (en) : Lord Londonderry
- Mario Hacquard : Édouard Daladier
- Pip Torrens : le producteur de la BBC
- Kieran Buckeridge : Cecil Beaton

 Source et légende : version française (VF) sur RS Doublage
 Source et légende : version québécoise (VQ) sur Doublage.qc.ca

## Production

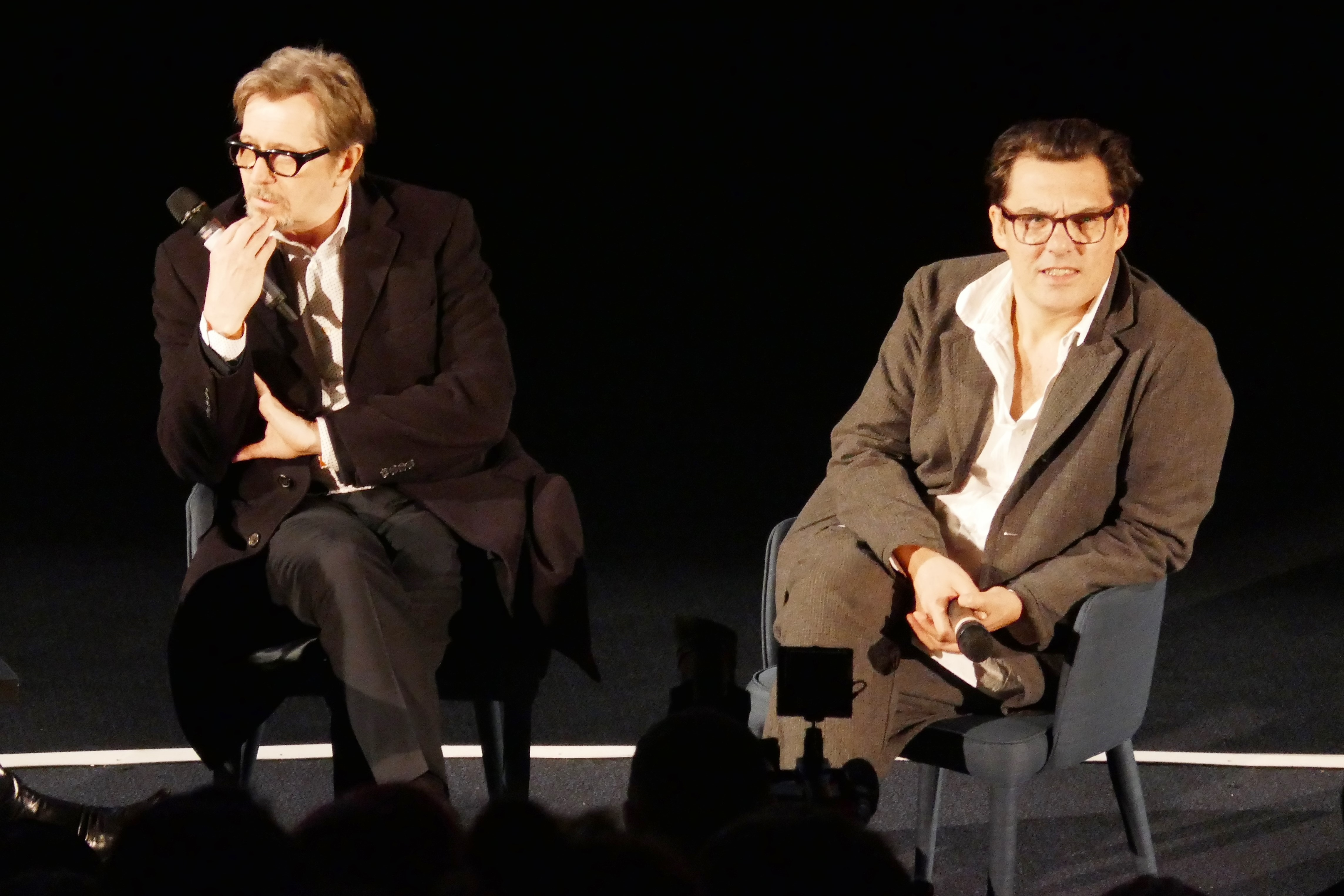
Gary Oldman et Joe Wright à l'avant-première parisienne du film

### Genèse et développement
En février 2015, il est annoncé que Working Title Films a acquis les droits du scénario Darkest Hour, écrit par Anthony McCarten, revenant sur les premiers jours de Winston Churchill durant la Seconde Guerre mondiale.
En mars 2016, il est révélé que Joe Wright est en négociations pour réaliser le film. En septembre 2016, Focus Features acquiert les droits de distribution américains.

### Attribution des rôles
En avril 2016, Gary Oldman est annoncé dans le rôle de Winston Churchill.
En septembre 2016, Ben Mendelsohn et Kristin Scott Thomas sont confirmés dans les rôles respectifs de George VI et Clementine Churchill. En novembre 2016, Stephen Dillane rejoint lui aussi la distribution.

### Tournage
Le tournage a débuté en novembre 2016. Il a eu lieu en Angleterre, notamment à Manchester (Hôtel de ville, John Rylands Library, etc.), à Bicester, à Londres (Greenwich) ainsi que dans le comté de Yorkshire.
Durant la totalité du tournage, Gary Oldman aura passé près de 200 heures de maquillage pour se glisser dans la peau de Winston Churchill.

## Accueil

### Accueil critique
Le film obtient des critiques favorables de la part de la presse spécialisée, qui salue la manière dont Gary Oldman a su se glisser dans la peau de Winston Churchill. Ce rôle est considéré comme l'une des meilleures performances de sa carrière,.
Sur l'agrégateur américain Rotten Tomatoes, le film récolte 84 % d'opinions favorables pour 305 critiques. Sur Metacritic, il obtient une note moyenne de 75⁄100 pour 50 critiques.
En France, le site Allociné propose une note moyenne de 3,7⁄5 à partir de l'interprétation de critiques provenant de 25 titres de presse.

### Box-office
| Pays ou région | Box-office      | Date d'arrêt du box-office | Nombre de semaines |
| -------------- | --------------- | -------------------------- | ------------------ |
| États-Unis     | 56 468 410 $    | 12 avril 2018              | 20                 |
| France,        | 768 284 entrées | 24 avril 2018              | 16                 |
| Mondial        | 150 913 996 $   |                            |                    |

Budget : 30 000 000 $

## Distinctions

### Récompenses
- Golden Globes 2018 : meilleur acteur dans un film dramatique pour Gary Oldman
- Oscars 2018 : 
  - meilleur acteur pour Gary Oldman
  - meilleurs maquillages et coiffures pour Kazuhiro Tsuji, David Malinowski et Lucy Sibbick
- 71e cérémonie des British Academy Film Awards :
  - British Academy Film Award du meilleur acteur pour Gary Oldman
  - British Academy Film Award des meilleurs maquillages et coiffures

### Nominations
- Oscars 2018 : 
  - meilleur film
  - meilleurs décors pour Sarah Greenwood et Katie Spencer
  - meilleures costumes pour Jacqueline Durran
  - meilleure photographie pour Bruno Delbonnel
- 71e cérémonie des British Academy Film Awards :
  - British Academy Film Award du meilleur film
  - British Academy Film Award du meilleur film britannique
  - British Academy Film Award de la meilleure actrice dans un second rôle pour Kristin Scott Thomas
  - British Academy Film Award de la meilleure musique de film
  - British Academy Film Award de la meilleure photographie
  - British Academy Film Award des meilleurs costumes
  - British Academy Film Award des meilleurs décors

## Analyse
Le film met bien l'accent sur le débat qui animait le Cabinet de Guerre britannique en mai-juin 1940. Certes, Churchill fut porté au pouvoir par un courant d'opinion unanime : le chef de file travailliste, Clement Attlee, refusant de rentrer dans un gouvernement dirigé par Chamberlain, champion de l'apaisement, il fallut que Churchill devienne Premier ministre pour voir Attlee accepter. Cependant, Churchill dut composer avec les principaux chefs du Parti Conservateur et dut garder Lord Halifax au Foreign Office alors que celui-ci restait un partisan déterminé de la négociation avec Hitler non pas parce qu'Halifax était pro-nazi mais parce qu'il pensait que la Grande-Bretagne n'avait pas les moyens militaires de résister. Comme le montre le film, les débats entre les deux camps furent rudes au cours du printemps 1940, et Churchill n'était pas sûr du tout de l'emporter.

### Erreurs et approximations historiques
Concernant la nomination de Churchill en tant que premier ministre, le refus de Lord Halifax tiendrait plus du fait qu'il fait partie de la Chambre des Lords, et que pour lui le chef du gouvernement doit venir de la Chambre des Communes.
Concernant le siège de Calais, celui-ci est présenté comme une conséquence de la demande de Churchill que ces troupes attaquent les forces allemandes pour les pousser à se concentrer sur Calais, tout en laissant Dunkerque tranquille. En réalité, l'armée allemande vise déjà la capture du port de Calais, important du point de vue du ravitaillement des Alliés. Les troupes présentes sont britanniques mais également françaises et belges ; seuls 300 soldats mourront durant ce siège – le film laissant croire que l'hécatombe est nettement plus importante, et uniquement britannique. Les sièges de Boulogne-sur-mer (qui se rend un jour avant Calais) et surtout de Lille (qui se rend le 31 mai) ont sans doute eu autant d'importance, ce que Churchill lui-même reconnaitra dans ses mémoires. La décision d'Adolf Hitler d'arrêter momentanément au 23 mai l'offensive en France (pour des questions de ravitaillement) a par ailleurs joué en faveur de la réussite de l'évacuation de Dunkerque, à tel point que l'événement est communément appelé le miracle de Dunkerque (à mettre également au profit du sacrifice des troupes françaises restées pour ralentir l'armée allemande et à l'exceptionnelle mobilisation des navires civils anglais).
Le film laisse supposer que le voyage à Paris pour inciter la France à tenter une contre-attaque aurait été effectué à bord d'un DC3 ; en réalité, comme Churchill l'indique clairement dans ses mémoires, le déplacement fut réalisé au moyen d'un de Havilland DH.95 Flamingo. Et, contrairement à ce qui est montré, la rencontre avec Paul Reynaud et Édouard Daladier ne se fit pas assis dans un hangar d'aérodrome, mais dans l'un des salons du Quai d'Orsay, où Churchill nota "Tout le monde était debout. A aucun moment nous ne nous assîmes autour d'une table".
Par ailleurs, le début de la scène est incompréhensible dans sa version française : l'ébahissement de Reynaud est uniquement lié au fait que le premier ministre britannique tente de s'adresser à lui en français, langue que Churchill connaissait imparfaitement et qu'il prononçait très mal !
Neville Chamberlain est également présenté comme ayant connaissance dès la mi-mai 1940 de son état de santé définitivement compromis ; en réalité, le cancer du côlon dont il souffrait ne fut diagnostiqué que bien plus tard, lors d'une opération qu'il subit au mois de juillet, et lui fut de plus caché.
Elizabeth Layton n'a rencontré pour la première fois Churchill, dont elle est devenue la secrétaire personnelle, que l'année suivante, à la fin du mois de mai 1941. Sa supposée influence sur les réflexions et décisions de Winston Churchill exposée dans le film est dès lors entièrement fausse.